# Nerv efector
Nervul efector (eferent) este un tip de nerv motor care conduce o comandă primită de la creier, care este executat de efectori

## Efectorii
Efectorii sunt celule sau organe declansatoare ale unor actiuni specifice sub actiunea stimularii nervoase conduse prin fibrele nervoase eferente ale sistemului nervos central

## Structură
Efectorii sunt reprezentați de către mușchii: striați (efectori ai sistemului nervos somatic) netezi (efectori ai sistemului nervos vegetativ) care raspund prin contractie și de glande: exocrine și endocrine care raspund prin secretie. Rapunsul efectorilor sub efectul stimularii nervoase poate fi si o descarcare electrica